# II. Agisz spártai király
II. Agisz (görög betűkkel:  Ἄγις B'),  eurüpóntida spártai király volt, uralkodása Kr. e. 427 – Kr. e. 399 közé tehető.
II. Arkhidamosz spártai király gyermekeként született.
Rövid időn belül a peloponnészoszi háború egyik vezéregyéniségévé vált. I. e. 426-425 során sereget vezetett Attikába, majd i. e. 421-ben felesküdött az Athénnal kötött békeszerződésre.
I. e. 418-ban kirívó győzelmet aratott az athéni koalíció ellen amely árkádiai városokat, argosziakat és athéniakat tömörített magába.
Alkibiadész javaslatára i. e. 413-ban Dekeleia erődjének elfoglalásával elvágta az Athénba tartó élelmiszer-szállítmányok útját, majd szárazföldi blokád alá vette a várost. Királytársával, Pauszaniasszal együtt 404-ben legyőzték Athént.
II. Agiszt, féltestvére II. Agészilaosz követte az Eüropóntida trónon.
| Előző uralkodó: II. Arkhidamosz | Spárta eurüpóntida királya Kr. e. 427 – Kr. e. 399 | Következő uralkodó: II. Agészilaosz |